# Faint Object Spectrograph
A Faint Object Spectrograph (magyarul: halvány objektum spektrográf) a Hubble űrtávcső egyik első generációs műszere, melyet az extrém halvány objektumok vizsgálatához terveztek, vagyis a kutatók többnyire olyan objektumokat figyeltek meg vele, melyek túl halványak voltak a Goddard High-Resolution Spectrograph számára.
Mérési tartománya jóval szélesebb a GHRS-nél, az infravöröstől a látható fényen át, az ultraibolyáig tartott, a 115 nm-től a 850 nm-ig terjedő tartományban.
Egy óráig tartó exponálással képes volt akár 26-os magnitúdójú objektumot is megfigyelni.
Helyét a Space Telescope Imaging Spectrograph vette át 1997 februárjában, a második szervizküldetés (STS–82) űrrepülés alatt.